# Zamak-Legierung
Zamak bezeichnet eine Familie von Legierungen, die hauptsächlich aus Zink bestehen und die als Legierungsmetalle Aluminium, Kupfer und geringe Mengen Magnesium enthalten. Sie werden für den Zinkdruckguss verwendet.
Die heute gängigen Legierungen (ZL0400, ZL0410 und ZL0430) wurden zu Beginn der 1930er Jahre zusammen mit dem Zinkdruckgussverfahren entwickelt. Seitdem wurde die Zusammensetzung dieser Legierungen kaum geändert.
Da alle diese Legierungen 4 % Aluminium enthalten, werden sie auch als „ZnAl4%-Familie“ bezeichnet. Weitere Bestandteile sind 1 bis 3 % Kupfer sowie 0,035 bis 0,06 % Magnesium. Die Bezeichnung Zamak setzt sich aus den Initialen der Legierungsbestandteile zusammen: Zink Aluminium Magnesium Kupfer; deshalb sind die Legierungen der ZnAl4%-Familie im französischen und angelsächsischen Sprachraum auch unter dem Namen Zamac bekannt.
Für spezielle Einsatzgebiete, wie zum Beispiel sehr dünnwandiges Gießen oder spezielle Oberflächeneigenschaften, sind in den vergangenen Jahren neue Zinkdruckgusslegierungen entwickelt worden (z. B. Superloy).

## Einsatz und Verwendung
Mehr als 95 % der heute verarbeiteten Zinklegierungen werden im Warmkammerdruckgussverfahren eingesetzt. Bei diesem Verfahren sind – im Gegensatz zum Kaltkammerverfahren – Gießkolben und Gießkammer, die den Einspritzmechanismus bilden, im flüssigen Metall im Schmelztiegel untergetaucht. Dies ist jedoch nur für solche Werkstoffe bzw. Legierungen möglich, die einen niedrigen Schmelzpunkt aufweisen. Andere geläufige Verfahren (Schleuderguss, Kokillen- und Sandguss, Kaltkammerverfahren) stellen nur einen geringen und unbedeutenden Teil dar.

## Normen
Bis 1997 galten in den EU-Staaten die jeweiligen nationalen Normen. In Deutschland waren dies die DIN 1743 (Teil 1: Zinklegierungen, Teil 2: Zinkdruckgussteile). Mit der Einführung der europäischen Normen EN 1774 (Zinklegierungen) bzw. EN 12844 (Zinkdruckgussstücke) wurden die verschiedenen Bezeichnungen der Zinklegierungen und deren chemische Zusammensetzungen vereinfacht.
Weitere internationale Normen:
- Zinklegierungen: EN1774, ASTM B240, ISO 301, AS1881, JIS H2201
- Zink(druck)gussteile: EN12844, ASTM B86, AS1881, JIS H5301

## Zamak-Legierungen

### ZL0400/ZL3/ZnAl4
ZL0400 ist eine Zinkdruckgusslegierung für Warmkammerverfahren. Ihre chemische Zusammensetzung (lt. EN1774) ist 3,8–4,2 % Al und 0,035–0,06 % Mg
Weitere Bezeichnungen:
- für Legierungen: Z400, ZL0400, ZL3, ZnAl4, Zamak 3, AG 40A, Z33521, Z33520
- für Zink(druckguss)teile: ZP3, ZP0400, Zamak 3, ZnAl4, AG 40A

### ZL0410/ZL5/ZnAl4Cu1
ZL0410 ist eine Zinkdruckgusslegierung für Warmkammerverfahren. Ihre chemische Zusammensetzung (lt. EN1774) ist 3,8–4,2 % Al, 0,7–1,1 % Cu und 0,035–0,06 % Mg.
Weitere Bezeichnungen:
- für Legierungen: Z410, ZL0410, ZL5, ZnAl4Cu1, Zamak 5, AG 41A, Z35530, Z35531
- für Zink(druckguss)teile: ZP5, ZP0410, Zamak 5, ZnAl4, AG 41A

### ZL0430/ZL2/ZnAl4Cu3
ZL0430 ist eine Zinkdruckgusslegierung für Warmkammerverfahren. Ihre chemische Zusammensetzung (lt. EN1774) ist 3,8–4,2 % Al, 2,7–3,3 % Cu und 0,035–0,06 % Mg.
Weitere Bezeichnungen:
- für Legierungen: Z430, ZL0430, ZL2, ZnAl4Cu3, Zamak 2, AG 43A, Z35540, Z35541
- für Zink(druckguss)teile: ZP2, ZP0430, Zamak 2, ZnAl4Cu3, AG 43A